# Tony Leung Chiu-wai
Tony Leung o Tony Leung Chiu Wai (xinès tradicional: 梁朝偉, pinyin: Liáng Cháowěi; cal recordar que el nom d'una persona a la Xina s'escriu començant amb el cognom; en aquest cas Leung 梁) va néixer a Hong Kong el 27 de juliol de 1962. És un actor de cine i de televisió i, des dels anys noranta, un dels artistes més coneguts de Hong Kong que també s'ha fet famós a Occident.
Per evitar de confondre'l amb Tony Leung Ka Fai, també actor, a Tony Leung se'l coneix col·loquialment a Hong Kong per "Tony el Baix", mentre que Tony Leung Ka Fai se'l coneix per "Tony l'Alt", fent referència en ambdós casos a la seva alçària. Tony Leung, a més del xinès cantonès, parla anglès i espanyol. I és capaç d'actuar sense doblatge en xinès mandarí.

## Biografia
La seva família és originària de la ciutat xinesa de Tiashan, a la província de Guangdong. El seu pare era un jugador compulsiu, cosa que els causava problemes econòmics i provocava grans discussions amb la seva dona. Quan Tony Leung només tenia vuit anys, el pare va abandonar la família i la mare es va haver de fer càrrec dels dos fills (un nen i una nena més petita). Tony va canviar: de ser un nen trapella va passar a ser un noi callat que es relacionava poc amb els altres companys. Va decidir ser actor perquè, com ell mateix ha explicat, això li permetria expressar els sentiments sense que ningú endevinés si “estic simplement actuant o és el que realment sento".
Amb grans esforços i treballant molt, la seva mare el va poder inscriure en un col·legi privat, però als quinze anys, a causa de les dificultats econòmiques, va haver de deixar d'estudiar. De totes maneres l'actor sempre ha reconegut tot el que la seva mare va fer per ell, que considera que va ser heroic.
Tony Leung va treballar en diverses feines per a ajudar econòmicament la seva família (va ser repartidor de verdures en la botiga d'un parent, venedor en un centre comercial...). En aquell temps, Leung va conèixer l'actor i còmic Stephen Chow, que el va animar a fer-se actor i amb qui es va fer molt amic.
El 1982, Tony Leung va superar els cursos per a actors del canal comercial de Hong Kong “Television Broadcasts Limited“ TVB. Pel seu aspecte juvenil, la TVB el va fer actuar en una sèrie per a nens: “430 Space Shuttle “ (Nau espacial 430). A més va actuar en un gran nombres de sèries per a joves amb la intenció de fer-se popular entre el gran públic.
Com a actor de cinema ha rebut diversos i importants premis i nominacions.
Una de les seves xicotes va ser Margie Tsang. Es va casar, en una cerimònia principesca a Bhutan, amb Carina Lau, que va conèixer el 1984 durant el rodatge d'una pel·lícula.

## Filmografia
- Mad, Mad 83 (1983)
- Young Cops (1985)
- Fascinating Affairs (1985)
- The Lunatics (1986)
- Love Unto Waste (1986)
- You Will I Will (1986)
- People's Hero (1987)
- Happy Go Lucky (1987)
- I Love Maria (1988)
- My Heart is that Eternal Rose (1989)
- A City of Sadness (1989)
- Seven Warriors (1989)
- Two Painters (1989)
- Bullet in the Head (1990)
- The Royal Scoundrel (1990)
- The Banquet (1991)
- A Chinese Ghost Story III (1991)
- Days of Being Wild (1991)
- Don't Fool Me (1991)
- Fantasy Romance (1991)
- The Great Pretenders (1991)
- The Tigers (1991)
- Come Fly the Dragon (1992)
- The Days of Being Dumb (1992)
- Hard Boiled (1992)
- Lucky Encounter (1992)
- Butterfly and Sword (1993)
- He Ain't Heavy, He's My Father (1993)
- The Eagle Shooting Heroes (1993)
- End of the Road (1993)
- Hero – Beyond the Boundary of Time (1993)
- The Magic Crane (1993)
- Three Summers (1993)
- Tom, Dick, and Hairy (1993)
- Two of a Kind (1993)
- Always Be the Winners (1994)
- Ashes of Time (1994)
- Chungking Express (1994)
- The Returning (1994)
- Cyclo (1995)
- Doctor Mack (1995)
- Heaven Can't wait (1995)
- Tomorrow (1995)
- Blind Romance (1996)
- War of the Underworld (1996)
- 97 Aces Go Places (1997)
- Chinese Midnight Express (1997)
- Happy Together (1997)
- Flowers of Shanghai (1998)
- The Longest Nite (1998)
- Timeless Romance (1998)
- Your Place or Mine (1998)
- Gorgeous (1999)
- Healing Hearts (2000)
- Desitjant estimar (2000)
- Tokyo Raiders (2000)
- Fighting for Love (2001)
- Love Me, Love My Money (2001)
- Chinese Odyssey 2002 (2002)
- Infernal Affairs (2002)
- Hero (2002)
- Infernal Affairs III (2003)
- My Lucky Star (2003)
- Sound of Colors (2003)
- Super Model (2004)
- 2046 (2004)
- Seoul Raiders (2005)
- Confession of Pain (2006)
- Lust, Caution (2007)
- El penya-segat vermell (Part 1) (2008)
- El penya-segat vermell (Part 2) (2009)
- Ashes of Time Redux (2009)
- The Great Magician (2012)
- The Silent War (2012)
- The Grandmaster (2013)
- 1905 (2013)

## Premis i nominacions

### Premis
- 2000. Premi a la interpretació masculina (Festival de Canes) per Desitjant estimar